# درونه (خاش)
درونه (خاش)، روستایی از توابع بخش مرکزی شهرستان خاش در استان سیستان و بلوچستان ایران است.
از افراد سرشناس متولد این روستا می توان صاحب کرد شاعر و نویسنده منطقه سرحد.هدایت الله کرد مدیرکل اداره کل بست سیستان و بلوچستان.نصرالله کرد عضو شورای شهر خاش و سجاد کرد شاعر و نویسنده نام اشنای استان سیستان و بلوچستان را نام برد 
حاج شیرمحد کرد.صاحب کرد و حسن کرد از عمده مالکان روستا بوده اند و نوادگان انها ساکنان فعلی روستا هستند
مسیولیت دهیاری این روستا با عبدالمجید کرد فرهنگی و معلم روستا است

## جمعیت
این روستا در دهستان سنگان قرار دارد و براساس سرشماری مرکز آمار ایران در سال ۱۳۸۵، جمعیت آن ۱۷۱ نفر (۴۰خانوار) بوده‌است.